# Cholmogorje (Wischnjowoje)
Cholmogorje (russisch Холмогорье, deutsch Peißnick bzw. Gneisenau, Mühling, Partsch und Wisdehlen) ist ein Ort in der russischen Oblast Kaliningrad (Gebiet Königsberg (Preußen)), der als „Siedlung“ für fünf bis 1945 getrennte Dörfer steht. Er liegt im Rajon Prawdinsk (Kreis Friedland (Ostpr.)) und gehört zur Gorodskoje posselenije Schelesnodoroschnoje (Stadtgemeinde Schelesnodoroschny (Gerdauen)).

## Geographische Lage
Cholmogorje liegt nordwestlich von Schelesnodoroschny (Gerdauen) an einer Nebenstraße (Teilstück der ehemaligen deutschen Reichsstraße 141), die von Schelesnodoroschny (an der russischen Fernstraße A 196, der alten deutschen Reichsstraße 131) entlang des Flüsschens Omet bis nach Druschba (Allenburg) (an der russischen Fernstraße R 514) führt. Bis zum Jahre 2001 war das sieben Kilometer entfernte Schelesnodoroschny Bahnstation an der Bahnstrecke Toruń–Tschernjachowsk (Thorn–Insterburg), die außer Betrieb gestellt ist.

## Geschichte

### Siedlung Cholmogorje
Die Possjolok Cholmogorje vereint die fünf bis 1945 getrennten Ortschaften Peißnick, Gneisenau, Mühling, Partsch un Wisdehlen, die 1946 vom Landkreis Gerdauen in den russischen Rajon Prawdinsk (Kreis Friedland (Ostpr.)) „wechselten“. Bis zum Jahre 2009 waren die Orte in den Wischnjowski sowjet (Dorfsowjet Wischnjowoje (Altendorf)) eingegliedert. Aufgrund einer Struktur- und Verwaltungsreform kam der Ort Cholmogorje dann als „Siedlung“ eingestufte Ortschaft zur Gorodskoje posselenije Schelesnodoroschnoje (Stadtgemeinde Schelesnodoroschny (Gerdauen)).

### Cholmogorje/Peißnick
Die vor 1945 Peißnick genannte Ortschaft der heutigen Siedlung Cholmogorje war ursprünglich als Landgemeinde in den Amtsbezirk Schloss Gerdauen eingegliedert. Bis 1945 gehörte der Ort zum Landkreis Gerdauen im Regierungsbezirk Königsberg in der preußischen Provinz Ostpreußen.
Im Jahre 1910 zählte Peißnick 80 Einwohner und wechselte 1930 zunächst zum Amtsbezirk Amtswalde (russisch: Nowo-Galitscheski) und im gleichen Jahr noch zum Amtsbezirk Trausen (Lipnjaki). Mit den Ortsteilen Gneisenau, Vorwerk Kröchern (Nowo-Galitscheski) und Wisdehlen stieg die Einwohnerzahl im Jahre 1933 auf 238 und betrug 1939 noch 226.

### Cholmogorje/Gneisenau und Wisdehlen
Die beiden Orte Gneisenau und Wisdehlen waren vor 1945 Ortsteile der Gemeinde Peißnick und mit deren Geschichte aufs Engste verbunden.

### Cholmogorje/Mühling und Partsch
Die Ortschaften Mühling und Partsch waren vor 1945 Ortsteile der Gemeinde Grünheim (bis 1893 Kackheim), die – wie Peißnick – ursprünglich zum Amtsbezirk Schloss Gerdauen, dann zuletzt zum Amtsbezirk Trausen gehörte.

## Kirche
Bis 1945 gehörten die in Peißnick, Gneisenau, Mühling, Partsch und Wisdehlen überwiegend evangelischen Einwohner allesamt zum Kirchspiel Gerdauen (russisch: Schelesnodoroschny). Es lag im gleichnamigen Kirchenkreis innerhalb der Kirchenprovinz Ostpreußen der Kirche der Altpreußischen Union.
Cholmogorje liegt heute im Einzugsbereich der Auferstehungskirchengemeinde in Kaliningrad (Königsberg), die im neun Kilometer entfernten Druschba (Allenburg) eine Filialgemeinde unterhält. Sie gehört zur Propstei Kaliningrad der Evangelisch-Lutherischen Kirche Europäisches Russland (ELKER).